# Gan Le'ummi Ẕur Natan
Gan Le'ummi Ẕur Natan (hebreiska: גן לאמי צור נתן) är en nationalpark i Israel. Den ligger i distriktet Centrala distriktet, i den norra delen av landet.